# Championnat du monde de Formule 1 1968
Navigation
1967 1969
Le championnat du monde de Formule 1 1968 a été remporté par le Britannique Graham Hill sur une Lotus-Ford. Lotus remporte le championnat du monde des constructeurs.

## Règlement sportif
- L'attribution des points s'effectue selon le barème 9, 6, 4, 3, 2, 1.
- Seuls les cinq meilleurs résultats de chaque demi-saison sont retenus.

## Règlement technique
- Moteurs atmosphériques : 3 000 cm³
- Moteurs suralimentés : 1 500 cm3

La commission sportive internationale de la FIA autorise pour la première fois les équipes à avoir recours au sponsoring extra-sportif. Colin Chapman signe un partenariat avec le cigaretier Imperial Tobacco et les Lotus deviennent les premières monoplaces à abandonner leur livrée nationale pour les couleurs du cigarettier Gold Leaf. Le code de couleurs nationales en place depuis le début du siècle semble avoir vécu.

## Principaux engagés
- Impressionnantes au cours d'une saison 1967 où il ne leur aura manqué que la fiabilité pour décrocher le titre, les Lotus 49 mues par le Ford-Cosworth partent grandes favorites de la saison. Comme en 1967, Jim Clark et Graham Hill en sont les pilotes mais le contrat d'exclusivité liant Ford à Lotus ne portant que sur une seule saison, de nouvelles équipes profitent à leur tour du V8 Cosworth comme Matra et McLaren qui aligne un duo néo-zélandais puisque le champion du monde en titre Denny Hulme a rejoint son compatriote Bruce McLaren.
- L'arrivée de Matra est la grande attraction de l'année. Pour sa première saison dans la discipline après quelques participations ponctuelles en 1967 avec des Formules 2 lestées à 500 kg, la firme française a décidé de jouer sur deux tableaux : d'un côté l'équipe d'usine qui aligne pour Jean-Pierre Beltoise une voiture avec un V12 maison et de l'autre l'équipe de Ken Tyrrell baptisée Matra International qui engage une Matra-Ford pour Jackie Stewart avec l'aide financière d'Elf et de Dunlop.
- Chez Brabham où l'on reste invariablement fidèle au châssis tubulaire et au moteur Repco malgré la présence de solutions techniques plus modernes, le départ de Denny Hulme a été compensé par l'arrivée du turbulent autrichien Jochen Rindt à la pointe de vitesse indéniable.
- BRM abandonne le moteur H16 au profit d'un classique V12 mais trop tard pour retenir Jackie Stewart parti chez Matra. Le Mexicain Pedro Rodríguez épaule Mike Spence.
- La Scuderia Ferrari durement éprouvée la saison précédente fait confiance à une équipe de jeunes pilotes prometteurs puisqu'aux côtés du jeune Chris Amon a été recruté le champion de Formule 2 Jacky Ickx.

Liste complète des écuries et pilotes ayant couru dans le championnat 1968 de Formule 1 organisé par la FIA.
| Écurie                                | Constructeur         | Châssis             | Moteur                                                                               | Pneus | Pilotes              | Courses         |
| ------------------------------------- | -------------------- | ------------------- | ------------------------------------------------------------------------------------ | ----- | -------------------- | --------------- |
| Bruce McLaren Motor Racing            | McLaren              | M5A M7A             | BRM P142 3.0 V12 Ford Cosworth DFV 3.0 V8                                            | G     | Denny Hulme          | Toutes          |
| Bruce McLaren Motor Racing            | McLaren              | M5A M7A             | BRM P142 3.0 V12 Ford Cosworth DFV 3.0 V8                                            | G     | Bruce McLaren        | 2-12            |
| Brabham Racing Organisation           | Brabham              | BT24 BT26           | Repco 740 3.0 V8 Repco 860 3.0 V8                                                    | G     | Jack Brabham         | Toutes          |
| Brabham Racing Organisation           | Brabham              | BT24 BT26           | Repco 740 3.0 V8 Repco 860 3.0 V8                                                    | G     | Jochen Rindt         | Toutes          |
| Brabham Racing Organisation           | Brabham              | BT24 BT26           | Repco 740 3.0 V8 Repco 860 3.0 V8                                                    | G     | Dan Gurney           | 5               |
| Team Lotus Gold Leaf Team Lotus       | Lotus                | 49 49B              | Ford Cosworth DFV 3.0 V8                                                             | F     | Jim Clark            | 1               |
| Team Lotus Gold Leaf Team Lotus       | Lotus                | 49 49B              | Ford Cosworth DFV 3.0 V8                                                             | F     | Graham Hill          | Toutes          |
| Team Lotus Gold Leaf Team Lotus       | Lotus                | 49 49B              | Ford Cosworth DFV 3.0 V8                                                             | F     | Jackie Oliver        | 3-12            |
| Team Lotus Gold Leaf Team Lotus       | Lotus                | 49 49B              | Ford Cosworth DFV 3.0 V8                                                             | F     | Mario Andretti       | 9, 11           |
| Team Lotus Gold Leaf Team Lotus       | Lotus                | 49 49B              | Ford Cosworth DFV 3.0 V8                                                             | F     | Bill Brack           | 10              |
| Team Lotus Gold Leaf Team Lotus       | Lotus                | 49 49B              | Ford Cosworth DFV 3.0 V8                                                             | F     | Moisés Solana        | 12              |
| Anglo American Racers                 | Eagle McLaren        | T1G M7A             | Weslake 58 3.0 V12 Ford Cosworth DFV 3.0 V8                                          | G     | Dan Gurney           | 1, 3, 7-12      |
| Honda Racing                          | Honda                | RA300 RA301 RA302   | Honda RA273E 3.0 V12 Honda RA301E 3.0 V12 Honda RA302E 3.0 V8                        | F     | John Surtees         | Toutes          |
| Honda Racing                          | Honda                | RA300 RA301 RA302   | Honda RA273E 3.0 V12 Honda RA301E 3.0 V12 Honda RA302E 3.0 V8                        | F     | Jo Schlesser         | 6               |
| Honda Racing                          | Honda                | RA300 RA301 RA302   | Honda RA273E 3.0 V12 Honda RA301E 3.0 V12 Honda RA302E 3.0 V8                        | F     | David Hobbs          | 9               |
| Scuderia Ferrari SpA SEFAC            | Ferrari              | 312                 | Ferrari 242 3.0 V12 Ferrari 242C 3.0 V12                                             | F     | Chris Amon           | 1-2, 4-12       |
| Scuderia Ferrari SpA SEFAC            | Ferrari              | 312                 | Ferrari 242 3.0 V12 Ferrari 242C 3.0 V12                                             | F     | Jacky Ickx           | 1-2, 4-10, 12   |
| Scuderia Ferrari SpA SEFAC            | Ferrari              | 312                 | Ferrari 242 3.0 V12 Ferrari 242C 3.0 V12                                             | F     | Andrea de Adamich    | 1               |
| Scuderia Ferrari SpA SEFAC            | Ferrari              | 312                 | Ferrari 242 3.0 V12 Ferrari 242C 3.0 V12                                             | F     | Derek Bell           | 9, 11           |
| Owen Racing Organisation              | BRM                  | P126 P115 P133 P138 | BRM P142 3.0 V12 BRM P75 3.0 H16                                                     | G     | Pedro Rodríguez      | Toutes          |
| Owen Racing Organisation              | BRM                  | P126 P115 P133 P138 | BRM P142 3.0 V12 BRM P75 3.0 H16                                                     | G     | Mike Spence          | 1               |
| Owen Racing Organisation              | BRM                  | P126 P115 P133 P138 | BRM P142 3.0 V12 BRM P75 3.0 H16                                                     | G     | Richard Attwood      | 3-8             |
| Owen Racing Organisation              | BRM                  | P126 P115 P133 P138 | BRM P142 3.0 V12 BRM P75 3.0 H16                                                     | G     | Bobby Unser          | 9, 11           |
| Cooper Car Company                    | Cooper               | T81B T86 T86B T86C  | Maserati 10/F1 3.0 V12 BRM P142 3.0 V12 Alfa Romeo T33 3.0 V8                        | F G   | Brian Redman         | 1-2, 4          |
| Cooper Car Company                    | Cooper               | T81B T86 T86B T86C  | Maserati 10/F1 3.0 V12 BRM P142 3.0 V12 Alfa Romeo T33 3.0 V8                        | F G   | Ludovico Scarfiotti  | 1-3             |
| Cooper Car Company                    | Cooper               | T81B T86 T86B T86C  | Maserati 10/F1 3.0 V12 BRM P142 3.0 V12 Alfa Romeo T33 3.0 V8                        | F G   | Lucien Bianchi       | 3-5, 8, 10-12   |
| Cooper Car Company                    | Cooper               | T81B T86 T86B T86C  | Maserati 10/F1 3.0 V12 BRM P142 3.0 V12 Alfa Romeo T33 3.0 V8                        | F G   | Vic Elford           | 6-12            |
| Cooper Car Company                    | Cooper               | T81B T86 T86B T86C  | Maserati 10/F1 3.0 V12 BRM P142 3.0 V12 Alfa Romeo T33 3.0 V8                        | F G   | Johnny Servoz-Gavin  | 6               |
| Cooper Car Company                    | Cooper               | T81B T86 T86B T86C  | Maserati 10/F1 3.0 V12 BRM P142 3.0 V12 Alfa Romeo T33 3.0 V8                        | F G   | Robin Widdows        | 7               |
| Matra International (Tyrrell Racing)  | Matra                | MS9 MS10            | Ford Cosworth DFV 3.0 V8                                                             | D     | Jackie Stewart       | 1, 4-12         |
| Matra International (Tyrrell Racing)  | Matra                | MS9 MS10            | Ford Cosworth DFV 3.0 V8                                                             | D     | Jean-Pierre Beltoise | 2               |
| Matra International (Tyrrell Racing)  | Matra                | MS9 MS10            | Ford Cosworth DFV 3.0 V8                                                             | D     | Johnny Servoz-Gavin  | 3, 9-10, 12     |
| Team Gunston                          | Brabham LDS          | BT20 Mk 3           | Repco 620 3.0 V8                                                                     | F     | John Love            | 1               |
| Team Gunston                          | Brabham LDS          | BT20 Mk 3           | Repco 620 3.0 V8                                                                     | F     | Sam Tingle           | 1               |
| Rob Walker/Jack Durlacher Racing Team | Cooper Lotus         | T81 49 49B          | Maserati 9/F1 3.0 V12 Ford Cosworth DFV 3.0 V8                                       | F     | Joseph Siffert       | Toutes          |
| Joakim Bonnier Racing Team            | Cooper McLaren Honda | T81 M5A RA301       | Maserati 9/F1 3.0 V12 BRM P142 3.0 V12 Ford Cosworth DFV 3.0 V8 Honda RA301E 3.0 V12 | G     | Joakim Bonnier       | 1, 3-5, 7, 9-12 |
| Matra Sports                          | Matra                | MS7 MS11            | Ford Cosworth FVA 1.6 L4 Matra MS9 3.0 V12                                           | D     | Jean-Pierre Beltoise | 1, 3-12         |
| Matra Sports                          | Matra                | MS7 MS11            | Ford Cosworth FVA 1.6 L4 Matra MS9 3.0 V12                                           | D     | Henri Pescarolo      | 10-12           |
| Scuderia Scribante                    | Brabham              | BT11                | Repco 620 3.0 V8                                                                     | F     | Dave Charlton        | 1               |
| Team Pretoria                         | Brabham              | BT11                | Climax FPF 2.8 L4                                                                    | F     | Jackie Pretorius     | 1               |
| John Love                             | Cooper               | T79                 | Climax FPF 2.8 L4                                                                    | F     | Basil van Rooyen     | 1               |
| Reg Parnell Racing                    | BRM                  | P126                | BRM P142 3.0 V12                                                                     | G     | Piers Courage        | 2-12            |
| Charles Vögele Racing                 | Brabham              | BT20                | Repco 620 3.0 V8                                                                     | G     | Silvio Moser         | 3, 5, 7-9       |
| Caltex Racing Team                    | Brabham              | BT24                | Repco 740 3.0 V8                                                                     | D     | Kurt Ahrens          | 8               |
| Bayerische Motoren Werke AG           | Lola                 | T102                | BMW M12/1 1.6 L4                                                                     | D     | Hubert Hahne         | 8               |
| Bernard White Racing                  | BRM                  | P261                | BRM P142 3.0 V12                                                                     | G     | Frank Gardner        | 9               |
| Castrol Oils Ltd                      | Eagle                | T1F                 | Climax FPF 2.8 L4                                                                    | G     | Al Pease             | 10              |

## Résumé du championnat du monde 1968
La saison 1968 débute à Kyalami comme elle s'était terminée en 1967 avec une victoire de Jim Clark sur Lotus devant son coéquipier Graham Hill. En décrochant sa 25e victoire en championnat du monde, le double champion du monde écossais s'empare du record de victoires en Grand Prix détenu depuis 1957 par Juan Manuel Fangio. Cette victoire sera sa dernière puisque Clark trouvera la mort le 7 avril lors d'une course de F2 à Hockenheim. Quelques semaines plus tard, le pilote BRM Mike Spence se tuera au volant de sa Lotus lors des essais des 500 Miles d'Indianapolis.
C'est dans une ambiance lourde que le championnat reprend le 12 mai en Espagne où l'on note une autre absence puisque, blessé au poignet, Jackie Stewart cède le volant de la Matra-Ford à Jean-Pierre Beltoise. Profitant des ennuis successifs de Beltoise puis d'Amon, Graham Hill s'impose et prend la tête du championnat. Toujours en l'absence de Stewart remplacé cette fois par Servoz-Gavin, Hill creuse le trou quinze jours plus tard à Monaco en remportant sa quatrième victoire dans les rues de la Principauté.
En Belgique, deux ans après Brabham et un après Gurney, Bruce McLaren intègre le cercle très fermé des pilotes-constructeurs victorieux en s'imposant au volant de sa McLaren-Ford au terme d'une course par élimination.
Grande première également à Zandvoort avec le tout premier succès en championnat du monde d'une voiture française, la Matra-Ford pilotée par Jackie Stewart. C'est même un doublé pour Matra puisque Stewart s'impose devant la Matra V12 de Jean-Pierre Beltoise. Régulièrement à la pointe du combat depuis le début de la saison (surtout la Matra-Ford), les voitures françaises ont mis à profit la supériorité de leurs pneus pluie Dunlop pour s'imposer sur une piste détrempée.
À Rouen, toujours sous la pluie, Jacky Ickx décroche sa première victoire et permet à la Scuderia Ferrari de renouer avec le succès après deux années de disette. La victoire du Belge est toutefois endeuillée par l'accident du pilote français Jo Schlesser, tué au volant de la toute nouvelle Honda V8.
1968 est la saison des premières puisqu'à Brands-Hatch, après les abandons des pilotes officiels Lotus Graham Hill et Jackie Oliver, la victoire revient au Suisse Jo Siffert au volant d'une Lotus privée engagée par le Rob Walker Racing. Au championnat, Graham Hill reste en tête mais est désormais talonné par Jacky Ickx, à nouveau sur le podium en Angleterre.
En Allemagne, sur le terrifiant Nürburgring recouvert de brouillard, Jackie Stewart décroche sa deuxième victoire de la saison avec une avance de plus de 4 minutes sur son plus proche poursuivant Graham Hill. Dominé par le pilote écossais, Graham Hill n'en réalise pas moins une bonne opération car sa deuxième place lui permet de conserver la tête du championnat avec 4 points d'avance sur Stewart.
À Monza, Hill et Stewart sont rapidement contraints à l'abandon et le champion du monde Denny Hulme remporte sa première victoire de la saison tandis que Ickx, troisième, effectue la belle opération du jour en revenant à trois points de Hill au championnat.
La lutte pour le titre s'intensifie au Canada puisque Denny Hulme signe une deuxième victoire consécutive et revient à hauteur de Hill. Ickx est victime d'une fracture de la jambe, à cause d'un accident provoqué par un accélérateur bloqué, et doit renoncer à ses espoirs de titre mondial.
À Watkins Glen où le débutant Mario Andretti crée la sensation en réalisant la pole position, Stewart s'impose devant Hill tandis qu'Hulme abandonne. Au moment d'aborder l'ultime manche du championnat, Hill reprend seul la tête du classement général avec trois points d'avance sur Stewart et six sur Hulme.
Au Mexique, la bagarre à trois se transforme vite en duel puisque Hulme doit abandonner prématurément. Contrôlant parfaitement la course, Graham Hill s'impose et décroche son deuxième titre mondial.

## Grands Prix de la saison 1968
| no  | Date         | Grand Prix                    | Lieu              | Vainqueur      | Écurie       | Pole position  | Record du tour       | Résumé |
| --- | ------------ | ----------------------------- | ----------------- | -------------- | ------------ | -------------- | -------------------- | ------ |
| 162 | 1er janvier  | Grand Prix d'Afrique du Sud   | Kyalami           | Jim Clark      | Lotus-Ford   | Jim Clark      | Jim Clark            | Résumé |
| 163 | 12 mai       | Grand Prix d'Espagne          | Jarama            | Graham Hill    | Lotus-Ford   | Chris Amon     | Jean-Pierre Beltoise | Résumé |
| 164 | 26 mai       | Grand Prix de Monaco          | Monaco            | Graham Hill    | Lotus-Ford   | Graham Hill    | Richard Attwood      | Résumé |
| 165 | 9 juin       | Grand Prix de Belgique        | Spa-Francorchamps | Bruce McLaren  | McLaren-Ford | Chris Amon     | John Surtees         | Résumé |
| 166 | 23 juin      | Grand Prix des Pays-Bas       | Zandvoort         | Jackie Stewart | Matra-Ford   | Chris Amon     | Jean-Pierre Beltoise | Résumé |
| 167 | 7 juillet    | Grand Prix de France          | Rouen             | Jacky Ickx     | Ferrari      | Jochen Rindt   | Pedro Rodriguez      | Résumé |
| 168 | 20 juillet   | Grand Prix de Grande-Bretagne | Brands Hatch      | Jo Siffert     | Lotus-Ford   | Graham Hill    | Jo Siffert           | Résumé |
| 169 | 4 août       | Grand Prix d'Allemagne        | Nürburgring       | Jackie Stewart | Matra-Ford   | Jacky Ickx     | Jackie Stewart       | Résumé |
| 170 | 8 septembre  | Grand Prix d'Italie           | Monza             | Denny Hulme    | McLaren-Ford | John Surtees   | Jackie Oliver        | Résumé |
| 171 | 22 septembre | Grand Prix du Canada          | Mont-Tremblant    | Denny Hulme    | McLaren-Ford | Jochen Rindt   | Jo Siffert           | Résumé |
| 172 | 6 octobre    | Grand Prix des États-Unis     | Watkins Glen      | Jackie Stewart | Matra-Ford   | Mario Andretti | Jackie Stewart       | Résumé |
| 173 | 3 novembre   | Grand Prix du Mexique         | Mexico            | Graham Hill    | Lotus-Ford   | Jo Siffert     | Jo Siffert           | Résumé |

| Date     | Grand Prix                                 | Lieu         | Vainqueur      | Écurie       | Pole position | Record du tour | Résumé |
| -------- | ------------------------------------------ | ------------ | -------------- | ------------ | ------------- | -------------- | ------ |
| 17 mars  | III Race of Champions                      | Brands Hatch | Bruce McLaren  | McLaren-Ford | Bruce McLaren | Bruce McLaren  | Résumé |
| 25 avril | XX BRDC Daily Express International Trophy | Silverstone  | Denny Hulme    | McLaren-Ford | Denny Hulme   | Chris Amon     | Résumé |
| 17 août  | XV International Gold Ccup                 | Oulton Park  | Jackie Stewart | Matra-Ford   | Graham Hill   | Jackie Stewart | Résumé |

## Classement des pilotes
| Classement | Pilote               | Pays             | Voiture              | Nombre de points |
| ---------- | -------------------- | ---------------- | -------------------- | ---------------- |
| 1er        | Graham Hill          | Royaume-Uni      | Lotus-Ford           | 48               |
| 2e         | Jackie Stewart       | Royaume-Uni      | Matra-Ford           | 36               |
| 3e         | Denny Hulme          | Nouvelle-Zélande | McLaren-Ford         | 33               |
| 4e         | Jacky Ickx           | Belgique         | Ferrari              | 27               |
| 5e         | Bruce McLaren        | Nouvelle-Zélande | McLaren-Ford         | 22               |
| 6e         | Pedro Rodríguez      | Mexique          | BRM                  | 18               |
| 7e         | Joseph Siffert       | Suisse           | Lotus-Ford           | 12               |
| 8e         | John Surtees         | Royaume-Uni      | Honda                | 12               |
| 9e         | Jean-Pierre Beltoise | France           | Matra-Ford et Matra  | 11               |
| 10e        | Chris Amon           | Nouvelle-Zélande | Ferrari              | 10               |
| 11e        | Jim Clark            | Royaume-Uni      | Lotus-Ford           | 9                |
| 12e        | Jochen Rindt         | Autriche         | Brabham-Repco        | 8                |
| 13e        | Richard Attwood      | Royaume-Uni      | BRM                  | 6                |
| 14e        | Johnny Servoz-Gavin  | France           | Matra-Ford           | 6                |
| 15e        | Jackie Oliver        | Royaume-Uni      | Lotus-Ford           | 6                |
| 16e        | Ludovico Scarfiotti  | Italie           | Cooper-BRM           | 6                |
| 17e        | Lucien Bianchi       | Belgique         | Cooper-BRM           | 5                |
| 18e        | Vic Elford           | Royaume-Uni      | Cooper-BRM           | 5                |
| 19e        | Brian Redman         | Royaume-Uni      | Cooper-BRM           | 4                |
| 20e        | Piers Courage        | Royaume-Uni      | BRM                  | 4                |
| 21e        | Dan Gurney           | États-Unis       | McLaren-Ford         | 3                |
| 22e        | Joakim Bonnier       | Suède            | McLaren-BRM et Honda | 3                |
| 23e        | Jack Brabham         | Australie        | Brabham-Repco        | 2                |
| 24e        | Silvio Moser         | Suisse           | Brabham-Repco        | 2                |

## Classement des constructeurs
| Classement | Pays             | Voiture       | Nombre de points |
| ---------- | ---------------- | ------------- | ---------------- |
| 1er        | Royaume-Uni      | Lotus-Ford    | 62               |
| 2e         | Nouvelle-Zélande | McLaren-Ford  | 49               |
| 3e         | France           | Matra-Ford    | 45               |
| 4e         | Italie           | Ferrari       | 32               |
| 5e         | Royaume-Uni      | BRM           | 28               |
| 6e         | Japon            | Honda         | 14               |
| 7e         | Royaume-Uni      | Cooper-BRM    | 14               |
| 8e         | Australie        | Brabham-Repco | 10               |
| 9e         | France           | Matra         | 8                |
| 10e        | Nouvelle-Zélande | McLaren-BRM   | 3                |